# Ren Hayakawa
Ren Hayakawa (japanisch 早川 漣, Hayakawa Ren; * 24. August 1987 in Anyang, Südkorea als Eom Hye-ryeon, koreanisch 엄혜련) ist eine japanische Bogenschützin.

## Karriere
Ren Hayakawa wurde als Eom Hye-ryeon in der südkoreanischen Stadt Anyang geboren. Dort war sie bereits während ihrer Schulzeit im Bogenschießen aktiv. Nachdem sie sich die Studiengebühren in Südkorea nicht leisten konnte, zog sie mit Hilfe eines mit dem Bogenschießsport in Verbindungen stehenden Stipendiums nach Japan. Im Jahr 2007 erhielt sie schließlich die japanische Staatsbürgerschaft. Anlässlich der Olympischen Spiele 2012 in London nahm sie an den nationalen Ausscheidungswettkämpfen teil und war selbst davon überrascht, sich für das Mannschaftsaufgebot zu qualifizieren. Bereits ihre ältere Schwester Nami Hayakawa, ebenfalls in Südkorea geboren, hatte Japan bei den Olympischen Spielen 2008 in Peking vertreten. Ihre erste internationale Medaille gewann sie bei den Asienmeisterschaften 2011 in Teheran. Sie beendete die Einzelkonkurrenz auf Rang drei und gewann die Bronzemedaille. Mit der Mannschaft wurde sie Asienmeisterin.
Bei den olympischen Wettbewerben erzielte sie zunächst im Einzel in der Platzierungsrunde 654 Punkte. In der Ausscheidungsrunde besiegte sie zum Auftakt die Schwedin Christine Bjerendal mit 6:4, ehe sie in der zweiten Runde auch Inna Stepanowa aus Russland mit 7:3 bezwang. Im Achtelfinale blieb sie gegen die spätere Olympiasiegerin Ki Bo-bae mit 0:6 allerdings ohne Chance. Mit der Mannschaft gelang ihr nach Siegen über Ukraine (207:192) und Mexiko (219:209) der Halbfinaleinzug, wo sie gemeinsam mit Kaori Kawanaka und Miki Kanie gegen Südkorea mit 206 zu 221 unterlag. Im Duell um die Bronzemedaille setzten sie sich anschließend aber gegen Russland mit 209 zu 207 durch und schlossen den Wettkampf so auf dem dritten Rang ab.
Zwei Jahre darauf vertrat Hayakawa Japan auch bei den Asienspielen 2014 in Incheon. Im Einzel rückte sie bis ins Halbfinale vor, in dem sie der Südkoreanerin Jung Dasomi mit 3:7 unterlag. Mit demselben Resultat unterlag sie im Anschluss im Duell um Bronze auch der Chinesin Xu Jing. Erfolgreicher verlief dagegen der Mannschaftswettbewerb für sie. Zwar schied Japan gegen die chinesische Mannschaft im Halbfinale aus, gewann dann aber die Begegnung gegen Indien im Duell um den dritten Platz mit 5:4.